# قاچاق انسان در کره جنوبی
قاچاق انسان در کره جنوبی (انگلیسی: Human trafficking in South Korea) به‌عنوان منبعی برای قاچاق زنان و دختران داخل کشور و آمریکا (از طریق کانادا و مکزیک)، ژاپن، هنگ‌کنگ، گوام، نیوزیلند، کانادا، و اروپای غربی به‌منظور استثمار جنسی تجاری است.
زنان کشورهای روسیه، ازبکستان، قزاقستان، مغولستان، جمهوری خلق چین (P.R.C.)، کره شمالی، فیلیپین، تایلند، کامبوج، و دیگر کشورهای جنوب شرقی آسیا برای کار در کره جنوبی استخدام می‌شوند و تعداد قابل توجهی از این زنان برای استثمار جنسی و بردگی داخلی به دام قاچاقچیان می‌افتند.

## چالش‌ها
چالش فزاینده برای جمهوری کره (ROK) این است که تعدادی از زنان از کشورهای کمتر توسعه‌نیافته آسیایی برای ازدواج با مردان کره‌ای از طریق دلالان ازدواج بین‌المللی استخدام می‌شوند. بعد از مدتی تعداد قابل توجهی از این زنان متوجه می‌شوند که در مورد شرایط زندگی، وضعیت مالی و انتظارات از طریق شوهران کره‌ای‌شان گمراه شده‌اند. برخی از زنان پس از رسیدن به کره‌جنوبی در معرض شرایط استثمار جنسی، اسارت و بندگی قرار می‌گیرند.
برخی از کارفرمایان در کره جنوبی از صدور گذرنامه کارگران خارجی جلوگیری می‌کنند، اقدامی که که می‌تواند به‌عنوان وسیله‌ای برای وادار کردن آن‌ها به کار اجباری مورد سوء استفاده گیرد.
مردان نوجوان کره جنوبی هم‌چنان منبع مهمی برای توریسم جنسی کودکان در جنوب شرقی آسیا و جزایر اقیانوس آرام هستند.

## اقدامات دولت
دولت کره کاملاً از حداقل استانداردها برای حذف قاچاق تبعیت می‌کند. در طی سال گذشته، دولت به تلاش‌های اجرایی علیه قاچاق جنسی ادامه داد و  سیستم کاریابی و اشتغال (EPS) با پنج کشور دیگر امضا کرد و کمپین‌های ضد قاچاق متعددی را به‌اجرا درآورد. 
آژانس پلیس ملی کره با نهاده‌ای انتظامی خارجی هم‌کاری دارد تا بر شبکه‌های قاچاق انسان که به خاطر سوء استفاده جنسی شناخته شده‌اند، برخورد کنند. با این حال، این تلاش‌های ستودنی با توجه حجم بالای قاچاق و با تحقیقات، پیگرد قانونی و سطح محکومیت قاچاقچیان و میزان بالای نیروی کار خارجی که در کره جنوبی وجود دارد، هم‌خوانی ندارد. تلاش‌ها برای کاهش تقاضا برای توریسم جنسی کودکان، با توجه به مقیاس این مشکل، با تلاش‌های نیروی انتظامی برای تحقیق دربارهٔ اتباع کره‌ای که از کودکان خارجی که مورد سوء استفاده جنسی قرار دارند، افزایش یافته‌است.

## موضع‌گیری‌ها
دفتر نظارت و مبارزه با قاچاق انسان در وزارت امور خارجه ایالات متحده آمریکا این کشور را را در سال ۲۰۱۷ در رده اول "Tier 1" کشورهای (مبارزه با قاچاق انسان) قرار داده‌است.